# Kelly Cutrone
Kelly Cutrone (13 de novembro de 1965) é uma empresária da moda, relações públicas, personalidade da televisão americana e fundadora da agência "People's Revolution". Ganhou conhecimento do grande público ao fazer parte dos reality shows The Hills , The City e Kell on Earth. Em 2012 ela se tornou jurada do reality show America's Next Top Model

## Reality Show: The Hills, The City e Kell on Earth
Kelly ganhou projeção na TV ao empregar em sua agência as estudantes de moda Lauren Conrad, Whitney Port e Stephanie Pratt. As três são famosas personalidades da televisão americana por causa do reality show The Hills. As câmeras filmavam diariamente as garotas em seu trabalho na "People's Revolution". 
Kelly apareceu regularmente em The Hills de Lauren Conrad e também em The City, o reality show de Whitney Port.
Kelly tem seu próprio reality show, chamado "Kell on Earth" exibido pelo canal Bravo.
Em 2012 ela se tornou jurada do reality show America's Next Top Model.

## Como empresária
Sua agência "People's Revolution" representa atualmente 46 clientes da moda; produziu espectáculos para artistas como Alexandre Herchcovitch, Whitney Port (Whitney Eve), Rachel Comey, As Four, Jeremy Scott, Pat Campos,Atil Kutoglu, Marisa Ribisi, Alvin Valley, Jennifer Nicholson, Nicky Hilton, Paco Rabanne e Vivienne Westwood.
A "People's Revolution" tem escritórios em Los Angeles e Nova York.

## Vida pessoal
Aos 21 casou-se com o protegido de Andy Warhol, Ronnie Cutrone. Ela tem uma filha com o nome de Ava Ilario Calvo Cutrone-Calvo (nascida em 2002). 

## Autora
Kelly é autora do livro best seller "If You Have to Cry, Go Outside: And Other Things Your Mother Never Told You" (Tradução: Se você tem que chorar, vá para fora: E outras coisas que sua mãe nunca te disse.)
Em 2011 ela lançou mais um livro chamado "Normal Gets You Nowhere" (Tradução: Ser Normal Não Te Levar a Lugar Nenhum.)

## Ligações Externas
- peoplesrevolution.com
- Kelly Cutrone on Twitter @PeoplesRev
- Kell on Earth - Season 1 - Bravo TV Official Site